# Hydroglyphus flavoguttatus
Hydroglyphus flavoguttatus är en skalbaggsart som först beskrevs av Régimbart 1895.  Hydroglyphus flavoguttatus ingår i släktet Hydroglyphus och familjen dykare. Inga underarter finns listade i Catalogue of Life.